# 第30回ニューヨーク映画批評家協会賞
第30回ニューヨーク映画批評家協会賞は、1964年の優秀な映画に贈られた賞である。

## 受賞
- 作品賞：
  - 『マイ・フェア・レディ』
- 主演男優賞：
  - レックス・ハリソン - 『マイ・フェア・レディ』
- 主演女優賞：
  - キム・スタンレー - 『雨の午後の降霊祭』
- 監督賞：
  - スタンリー・キューブリック - 『博士の異常な愛情 または私は如何にして心配するのを止めて水爆を愛するようになったか』
- 脚本賞：
  - ハロルド・ピンター - 『召使』
- 外国語映画賞：
  - 『リオの男』（ フランス・ イタリア）
- 特別賞：
  - 『To Be Alive! 』